# Flashparty

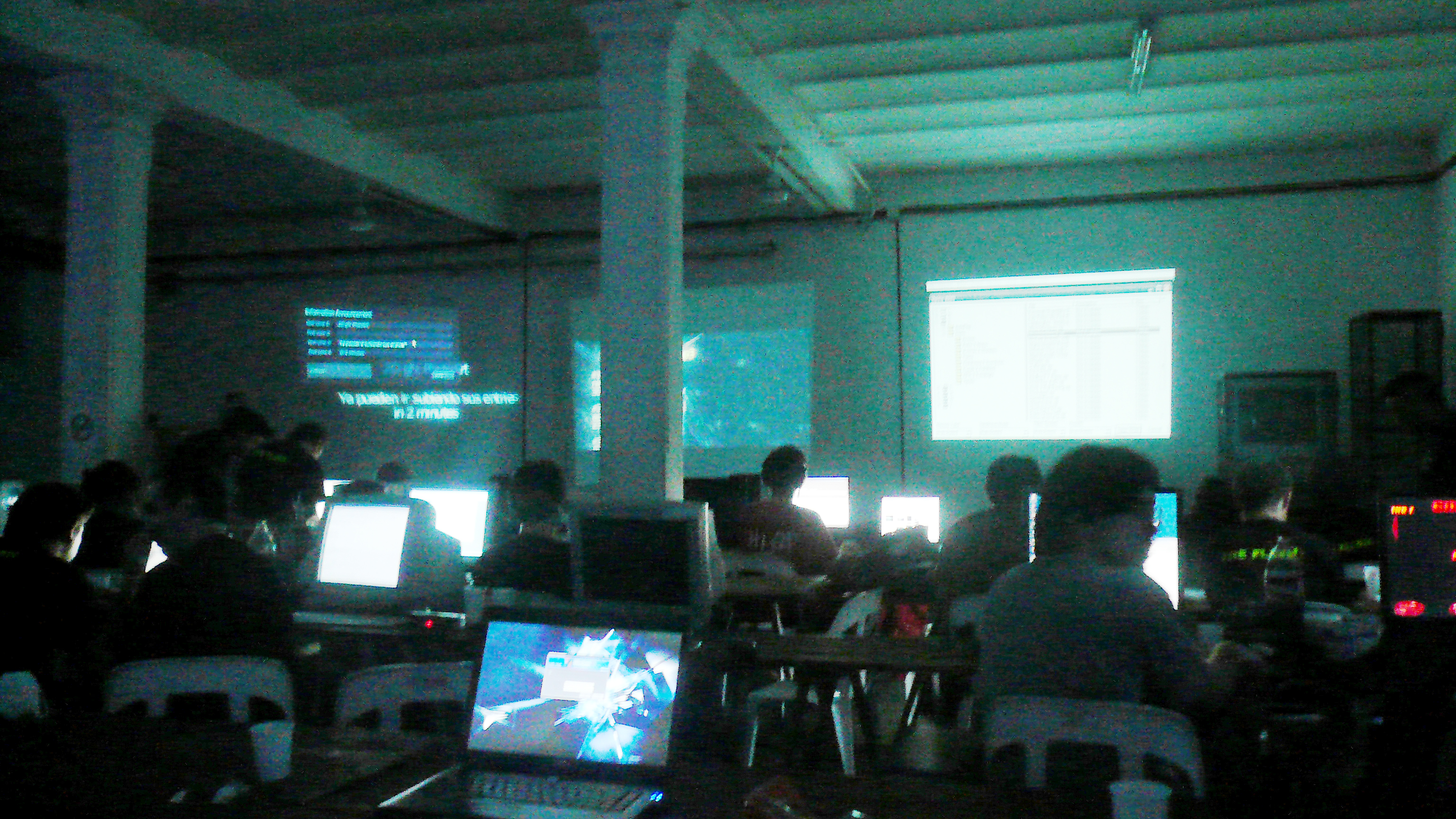
Flashparty 2007, IUNA

La Flashparty es un evento de la demoscene que se realiza anualmente en Buenos Aires, Argentina.
A diferencia de los otros eventos digitales realizados en Buenos Aires, la Flashparty se caracteriza por ser la única LAN party masiva considerada una demoparty.
Luego de la edición 2007 realizada en la UNA, el evento fue pausado durante 11 años. Finalmente, en septiembre de 2018, se volvió a realizar.

## Historia

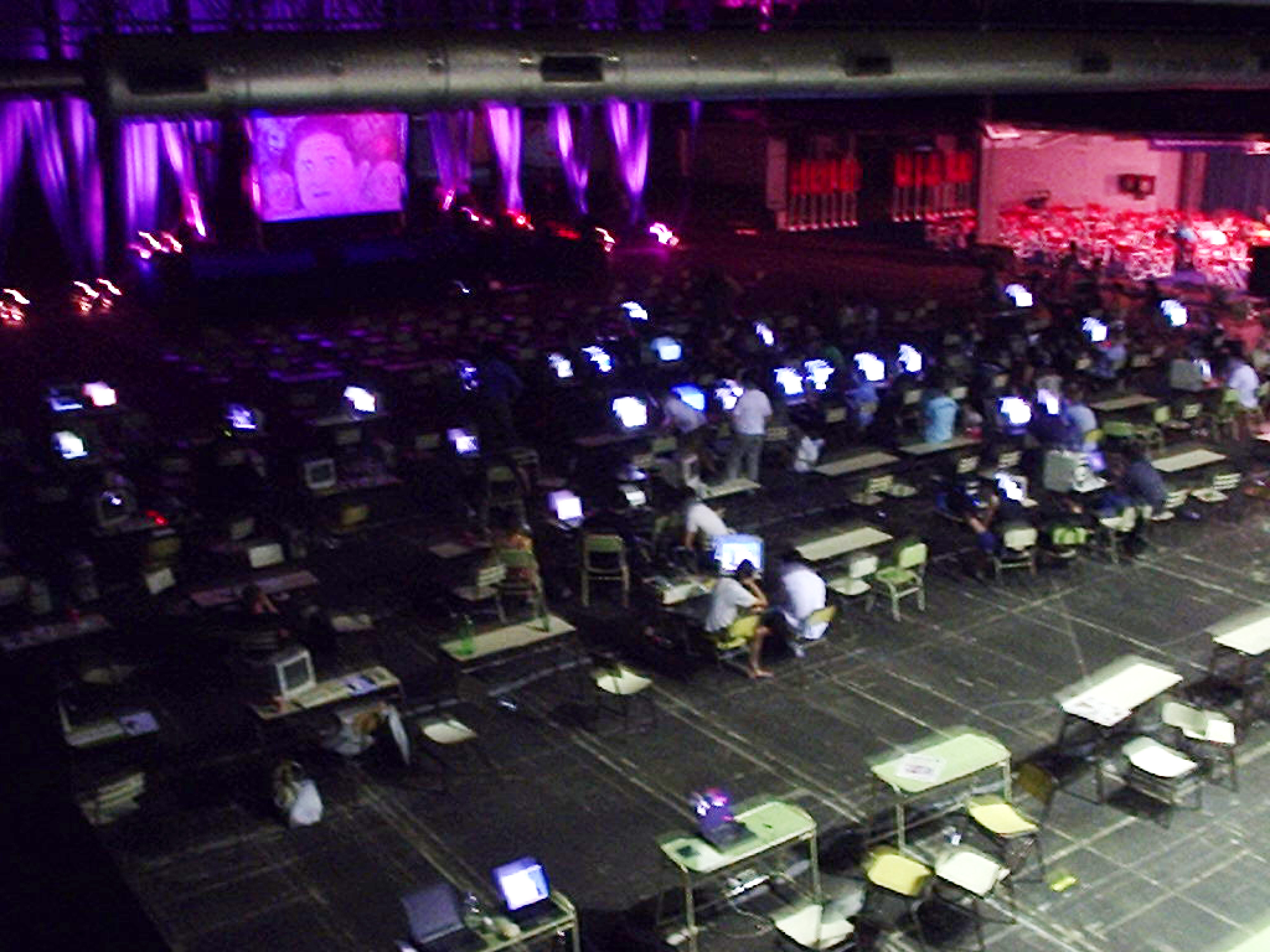
Flashparty 2003, Centro Municipal de Exposiciones

La primera Flashparty se hizo en el año 1998, en un galpón de Villa Crespo. Fue la primera demoparty en Sudamérica y se realizó gracias al esfuerzo de los jóvenes interesados en lo que entonces era un nuevo tipo de manifestación de arte digital. La idea original fue posibilitar el intercambio entre los artistas digitales, dar a conocer proyectos, tendencias y fundamentalmente promover y expandir la cultura digital a nivel local.
Al año siguiente la Flashparty se mudó al CCGSM en donde se realizó hasta el 2005, exceptuando la edición 2003 que se desarrolló en el Centro Municipal de Exposiciones. A lo largo de los años fue ganando renombre y la aceptación de la comunidad digital argentina.
En 2007, el evento se llevó a cabo en la sede de Artes Multimediales del IUNA, donde también fue planeada la edición 2008, aunque nunca pudo concretarse.
En septiembre de 2009, parte de la organización del evento se presentó en representación de toda la demoscene argentina en la conferencia de seguridad informática bajo el nombre de Ekoparty. Luego de esta aparición, el grupo de organizadores se diluyó.
En 2018 se armó un nuevo grupo organizativo con algunos integrantes de la vieja organización más nuevas personas de la demoscene argentina y concretaron la edición de aquel año realizada en el Radioclub Almirante Brown en Burzaco, en la provincia de Buenos Aires.
La experiencia se repitió en 2019 en el mismo lugar, y en 2020 y 2021 a causa de la pandemia se realizó de forma virtual, consolidando la participación internacional sobre todo en las categorías de arte texto.
En octubre de 2022 Flashparty volvió a la presencialidad para realizarse en el espacio cultural El Maquinal, en la zona de El Abasto en la Ciudad de Buenos Aires.  Fue un evento concurrido donde además de las exhibiciones de la demoscene hubo performances en vivo de música y visuales, arcades nacionales e instalaciones interactivas con retro computadoras. Se presentaron alrededor de 100 obras, de las cuales más de la mitad pertenecían a artistas argentinos.
En 2023 Flashparty tuvo su retorno al Centro Cultural General San Martín en el centro de la Ciudad de Buenos Aires. Mientras que en 2024 se realizó en el Centro Cultural Tacheles también en la ciudad de Buenos Aires.

## Concepto
Desde 1998 la flashparty se lleva a cabo entre septiembre y noviembre, por lo general dura tres días comenzando un viernes al mediodía y terminando el domingo a la tarde.
Los participantes se reúnen en un ‘campamento digital’ a donde concurren con sus computadoras personales y se instalan en el recinto para poder disfrutar de los espectáculos, tales como sets de música en vivo, performances, instalaciones, charlas y conferencias.
Durante el día se exponen los trabajos realizados previamente por los participantes a fin de participar en competencias que se dirimen por la votación del público presente. Por la noche se realizan ‘competencias relámpago’ que motivan a los participantes a generar obras in situ y con un tiempo de desarrollo preestablecido para después presentarlas durante el evento y someterlas a votación. Estas competencias relámpago tienen diversas temáticas como por ejemplo gráficos, música y pequeñas piezas programadas. En general, la competencia relámpago más esperada suele ser la de ascii/ansi, que a su vez permite la colaboración de diversas personas para la creación de una única pieza en simultáneo mediante un programa de dibujo.

## Categorías
Algunas de las categorías de la competencias de la Flashparty son:
- Demo acelerada PC
- Demo plataforma retro/alternativa
- Intro 64kb acelerada PC
- Intro plataforma retro/alternativa
- Intro 256 bytes
- Animación Processing y/o Puredata
- Gráficos Freestyle
- Gráficos Pixel Art Oldschool
- Gráficos Pixel Art Newschool
- Gráficos Voxel Art
- Arte en modo texto (ASCII/ANSI/PETSCII/TELETEXT/etc.)
- Música MP3
- Música formato tracker/retro/chiptune
- Animación / wild

## Resultados de algunas competencias
- Flashparty 2024 (demozoo)
- Flashparty 2023 (demozoo)
- Flashparty 2022 (demozoo)
- Flashparty 2021 (demozoo)
- Flashparty 2020 (pouet.net)
- Flashparty 2019 (pouet.net)
- Flashparty 2018 (pouet.net)
- Flashparty 2007 (pouet.net)
- Flashparty 2005 (pouet.net)
- Flashparty 2004 (pouet.net)
- Flashparty 2003 (pouet.net)
- Flashparty 1999 (pouet.net)
- Flashparty 1998 (pouet.net)